# Pozabud' pro kamni - v njom pogasli ogni
Pozabud' pro kamni - v njom pogasli ogni (Позабудь про камин, в нём погасли огни) è un film muto del 1917 diretto da Pёtr Čardynin.